# Polycarpaea diversifolia
Polycarpaea diversifolia är en nejlikväxtart som beskrevs av Karel Domin. Polycarpaea diversifolia ingår i släktet Polycarpaea och familjen nejlikväxter. Inga underarter finns listade i Catalogue of Life.